# Hickory Hills (Misisipi)
Hickory Hills es un lugar designado por el censo del Condado de Jackson, Misisipi, Estados Unidos. Según el censo de 2000 tenía una población de 3.046 habitantes y una densidad de población de 219.0 hab/km².

## Demografía
Según el censo de 2000, había 3.046 personas, 1.085 hogares y 848 familias residiendo en la localidad. La densidad de población era de 219,0 hab./km². Había 1.263 viviendas con una densidad media de 90,8 viviendas/km². El 82,11% de los habitantes eran blancos, el 14,31% afroamericanos, el 0,56% amerindios, el 0,49% asiáticos, el 0,82% de otras razas y el 1,71% pertenecía a dos o más razas. El 2,50% de la población eran hispanos o latinos de cualquier raza.
Según el censo, de los 1.085 hogares en el 40,1% había menores de 18 años, el 60,6% pertenecía a parejas casadas, el 12,2% tenía a una mujer como cabeza de familia, y el 21,8% no eran familias. El 17,0% de los hogares estaba compuesto por un único individuo, y el 4,6% pertenecía a alguien mayor de 65 años viviendo solo. El tamaño promedio de los hogares era de 2,80 personas y el de las familias de 3,12.
La población estaba distribuida en un 29,3% de habitantes menores de 18 años, un 8,9% entre 18 y 24 años, un 31,6% de 25 a 44, un 23,0% de 45 a 64, y un 7,3% de 65 años o mayores. La media de edad era 33 años. Por cada 100 mujeres había 102,9 hombres. Por cada 100 mujeres de 18 años o más, había 98,7 hombres.
Los ingresos medios por hogar en la localidad eran de 44.479 dólares ($), y los ingresos medios por familia eran 49.719 $. Los hombres tenían unos ingresos medios de 35.385 $ frente a los 25.733 $ para las mujeres. La renta per cápita para la ciudad era de 19.714 $. El 17,8% de la población y el 12,9% de las familias estaban por debajo del umbral de pobreza. El 27,5% de los menores de 18 años y el 9,0% de los habitantes de 65 años o más vivían por debajo del umbral de pobreza.

## Geografía
Según la Oficina del Censo de los Estados Unidos, Hickory Hills tiene un área total de 14,8 km² de los cuales 13,9 km² corresponden a tierra firme y 0,9 km² a agua. El porcentaje total de superficie con agua es 6,28%.